# ماجراهای صمد
ماجراهای صمد یک مجموعه تلویزیونی محصول سال ۱۳۵۰ به کارگردانی، نویسندگی پرویز صیاد و تهیه‌کنندگی او می‌باشد که در دو نوبت (اولین بار در سال ۱۳۵۰  و بار دوم در سال ۱۳۵۲) از تلویزیون ملی ایران پخش شد.
به دنبال توفیق و محبوبیت کاراکتر صمد در نزد تماشاگران و بعد از پایان مجموعه تلویزیونی سرکاراستوار پرویز صیاد مجموعه ماجراهای صمد را در ۱۳ قسمت برای تلویزیون می‌سازد. این مجموعه که در هر قسمت ماجرایی رابه تصویر می‌کرد دنباله مضامین سرکار استوار است…

## بازیگران
| بازیگر          | در نقش             |
| --------------- | ------------------ |
| پرویز صیاد      | صمد                |
| حسین امیرفضلی   | مش قاسم            |
| عبدالعلی همایون | سرکار استوار       |
| علی زاهدی       | قوچعلی             |
| بهمن زرین‌پور    |                    |
| علیرضا قوامی    |                    |
| فرخ‌لقا هوشمند   | ننه آقا            |
| شهناز تهرانی    | لیلا (در سال ۱۳۵۰) |
| مینو شفیع       | لیلا (از سال ۱۳۵۲) |
| محمد گودرزی     |                    |
| محمود شیبانی    |                    |
| مری آپیک        |                    |
| نجفعلی هادی     | گروهبان قندعلی     |
| محمود بهرامی    | سیامک              |